# The Mills Brothers

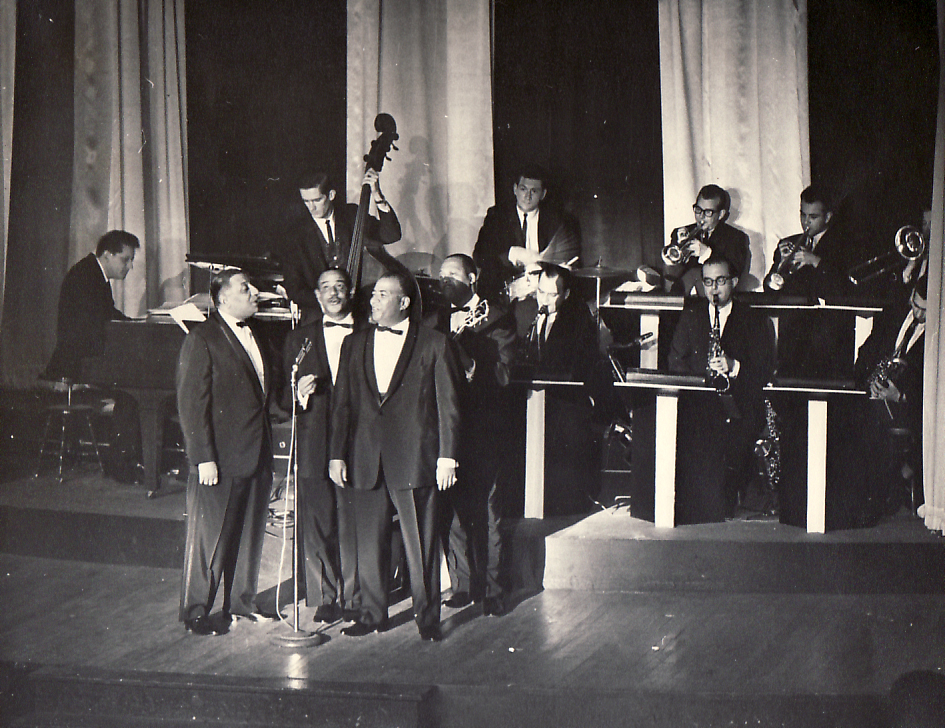
The Mills Brothers

The Mills Brothers waren eine US-amerikanische A-cappella-Vokalgruppe des 20. Jahrhunderts im Jazz-, Swing- und Popbereich, die auf ein über 50-jähriges Bühnenjubiläum zurückblicken konnte.

## Geschichte
Das Quartett bestand ursprünglich aus vier Brüdern aus Piqua, Ohio:
- John (* 1. Februar 1910; † 24. Januar 1936), (Gitarre und Tuba)
- Herbert (* 2. April 1912; † 12. April 1989), (Tenor und Saxophon)
- Harry (* 19. August 1913; † 28. Juni 1982), (Bariton und Trompete)
- Donald (* 29. April 1915; † 13. November 1999), (Tenor und Saxophon)

Die Brüder kamen früh mit der Vokalmusik in Kontakt, und zwar durch ihren Vater John Mills sen., der Gründer und Mitglied in einem Barbershop-Quartett namens „Four Kings of Harmony“ war. Daneben erhielten sie eine musikalische Ausbildung in den Kirchenchören der methodistischen und baptistischen Gemeinde der Stadt. Die Brüder bildeten schon als Jugendliche unter dem Namen „Four Boys and a Guitar“ ein eigenes Quartett und hatten ihre ersten Auftritte während der 1920er Jahre in kleineren Theatern Ohios. Mit Radioauftritten bei dem Sender WLW Radio in Cincinnati, Ohio, im Jahre 1928 erlangten sie überregionale Bekanntheit. Dort wurden sie angeblich von Duke Ellington entdeckt, der ihnen 1931 einen Plattenvertrag bei Brunswick Records in New York verschafft haben soll.
Im Jahre 1930 traten sie in New York erstmals unter dem Namen „The Mills Brothers“ auf. Im ersten Studiotermin am 12. Oktober 1931 entstanden ihre Versionen der Titel „Tiger Rag“ / „Nobody’s Sweetheart“ für die erste Single, die gleich für vier Wochen den ersten Rang der Pop-Hitparade belegte und dem Quartett 1932 zu seinem ersten Millionenseller verhalf. Kennzeichen der Gruppe, die a cappella sang und lediglich von einer Gitarre begleitet wurde, waren täuschend echte Imitationen von Bass, Trompete, Posaune und Saxophon. 1931 hatte sie ihr Filmdebüt in New York in dem Nummernfilm „The Big Broadcast“, dem eine Reihe weiterer Filmauftritte folgte. Eine Tournee durch Großbritannien und Auftritte im Londoner Palladium 1934 machten sie in Europa bekannt.
Nach dem Tod des ältesten Bruders John im Jahre 1936 schloss sich der Vater, John (* 11. Februar 1889; † 8. Dezember 1967; er sang den Bass), der Gruppe an, der bis zu diesem Zeitpunkt noch als Friseur arbeitete. Gitarrist der Mills Brothers war ab dieser Zeit Norman Brown.

Mills Brothers – Paper Doll (Version vom September 1950)

1943 hatten die Mills Brothers mit „Paper Doll“ ihren größten Hit, der sechs Millionen Mal verkauft wurde und für 12 Wochen den ersten Rang der Charts belegte. Weitere Millionensellers waren das am 27. Februar 1944 aufgenommene You Always Hurt The One You Love und das am 7. Juli 1952 entstandene „Glow Worm“, gleichzeitig ihr letzter Nummer-eins-Hit. Nach und nach veränderte die Gruppe ihr Repertoire und spielte Platten mit verschiedenen Bands ein. 1957 zog sich John Mills nach einer Beinamputation aus der Gruppe zurück. Die Gruppe setzte ihre Arbeit als Terzett fort und veränderte ihr Repertoire in den folgenden Jahren in Richtung Schlager.
Ihre letzte Hitparadennotiz hatten sie im November 1968 mit „The Ol' Race Track“. Nach dem Tod von Harry Mills im Jahre 1982 endete die Geschichte der Mills Brothers für ein paar Jahre. Donald wollte seinen Sohn John in die Gruppe holen und als Trio weitermachen. Herbert konnte wegen Rückenproblemen nicht mehr auf die Bühne, also traten Donald und John als Duo auf. Mitte der 1990er Jahre brachten sie die CD Still There’s You heraus, die neue Songs und alte Mills-Brothers-Hits enthielt. Die beiden hatten Auftritte in den ganzen USA. Donald wollte den Jahrtausendwechsel auf der Bühne verbringen, starb aber kurz vorher. John setzt noch heute mit Elmer Hopper (ehemaliges Mitglied der The Platters) die Tradition der Mills Brothers fort. Jedes Jahr treffen sich Fans der Mills Brothers aus aller Welt in Piqua.
Die Mills Brothers spielten im Laufe ihrer Karriere 2.490 Aufnahmen ein, unter anderem mit Jazzmusikern wie Duke Ellington (1931), Don Redman (1931) Ella Fitzgerald (1937) und Louis Armstrong (1937–1940). Sie waren die erfolgreichste Vokalgruppe in der Geschichte der US-amerikanischen Populärmusik.

## Ausgewählte Songs
- Across The Alley From The Alamo, 3. März 1947
- Any Time (Lawson)
- Any Time, Any Day, Anywhere (Young – Wiley)
- Autumn Leaves (Mercer – Prevert – Kosma)
- Baby Won’t You Please Come Home (Williams – Warfield)
- Basin Street Blues (S. Williams)
- Be My Life’s Companion (1952)
- Big Boy Blue (1937) mit Ella Fitzgerald
- Blue and Sentimental (mit Count Basie Orchestra)
- Boog It (J. Plamer – C. Calloway – R. “Buck” Ram) mit Louis Armstrong
- By the Light of the Silvery Moon
- Cab Driver (1968)
- Caravan
- Carry Me Back to Old Virginny (T. Bland) mit Louis Armstrong
- Cherry (D. Redman – Ascap) (1940) mit Louis Armstrong
- Chinatown, My Chinatown (Jerome – Schwartz)(1942)
- Coney Island Washboard (Nestor – Shugart – Durant – Adams)
- Daddy’s Little Girl (1950)
- Darling Nelly Gray (B.R. Hanby) (1937)
- Don’t Be Afraid To Tell Your Mother (Grier – Poe – Tomlin)
- Dream of You (Sy Oliver – J. Lunceford – E.P. Moran)
- Every Little Moment (The Boswell Sisters)
- Fiddlin´ Joe (Bagar – Cavanaugh)
- Gloria (L. Rene)
- Glow Worm (Lincke – Mercer) (1952)
- Goodbye Blues (McHugh – Fields – Johnson)
- He’ll Have To Go (Allison)
- How Am I Doing Hey Hey (Branch – Redman)
- If I Had My Way (J. Kendis – L. Klein)
- In the Shade of the Old Apple Tree (E. Van Alsthyne – H.H. Williams) mit Louis Armstrong
- I Still Get A Thrill (Davis – Coots)
- I Yi Yi Amigo (J. Redmont – J. Cavanaugh)
- I Heard (Redmann – Mills)
- I’ll See You In My Dreams (Kahn – Jones)
- It Don’t Mean a Thing (If It Ain’t Got That Swing) (Ellington – Mills)
- I’ve Found A New Baby (Palmer – Williams)
- I’ve Got My Love To Keep Me Warm (1949)
- Ida, Sweet as Apple Cider (Traditional)
- Jungle Fever (Dietz – Donaldson)
- Lazybones (Hoagy Carmichael – Mercer)
- Lazy River (H. Carmichael/S. Arodin)
- Limehouse Blues (Braham – Furber)
- Lulu’s Back in Town (H. Warren)
- Marie (I. Berlin) (1940) mit Louis Armstrong
- Miss Otis Regrets (Porter)
- Mister Sandman (Ballard)
- Moanin' For You (Pilar)
- Mood Indigo (Ellington – Mills – Bicard)
- My Gal Sal (Paul – Dresser)
- My Walking Stick (I. Berlin) mit Louis Armstrong
- Nagasaki (H. Warren – M. Dixon)
- Nevertheless (1950)
- Nobody’s Sweetheart (Kahn – Erdmann – Meyers – Schoebel)
- Old Fashioned Love (Traditional)
- Opus One (Sy Oliver – S. Garis)
- Organ Grinders Swing
- Queen Of The Senior Prom (E. Penney – J. Richards – S. Lee)
- Paper Doll (J. S. Black) (1943)
- Poor Butterfly (Hubbell – Golden)
- Put on Your Old Grey Bonnet (Murphy – Wenrich)
- Rockin’ Chair (Carmichael)
- Rockin’ Chair Swing (Schaeffer – Lopez)
- Say Si Si (E. Leucon – A. Stillman – F. Luban)
- Since We Fell Out OF Love (Tomlin)
- Smack Dab In The Middle (C.E. Calhoun)
- Smoke Rings (Washington – Gifford)
- Some of These Days (Brooks)
- St. Louis Blues (Handy)
- Stardust (Carmichael – Parish)
- Sweet Georgia Brown (Bernie – Pinkard – Casey)
- Sweet Lucy Brown (Bolian – Reed)
- Sweet Sue, Just You (Harris – Young)
- Sweeter Than Sugar (Boalin – Reed)
- Swing High, Swing Low
- Tea For Two (Youmans – Caesar)
- There Goes My Headache (Tomlin)
- Tiger Rag (Fields – La Rocca)
- Till Then (Wood – Marcus – Seiler) (1944)
- That Cat Is High
- The Flat Foot Floogie (B. Green – S. Gaillard – S. Steward) (1938) mit Louis Armstrong
- The Jones Boy (V. Mizzy – M. Curtis) (1954)
- The Music Goes Round And Round
- The Old Folks At Home (S. Foster) mit Louis Armstrong
- The Old Man Of The Mountain (Young – Brown)
- The Window Washer Man (H. Malanga – M. Barry)
- What’s The Reason I’m Not Pleasin' You (Traditional)
- W.P.A. (J. Stone) mit Louis Armstrong
- You Always Hurt The One You Love (Roberts – Fischer) (1944)
- You Rascal You (Theard)
- You’re Nobody 'Til Somebody Loves You (R. Morgan – L. Stock – J. Cavanaugh)
- You Tell Me Your Dream (C. Daniels – S. Rice – A. Brown)

## Liste der Filmauftritte (unvollständig)
- The Big Broadcast (Paramount 1932)
- Operator 13 (MGM 1934)
- Twenty Million Sweethearts (Warner Brothers 1934)
- Broadway Gondolier (Warner Brothers 1935)
- Reveille with Beverly (Columbia 1943)
- If I had you (1950)